# Coleophora zelleriella
t
Coleophora zelleriella là một loài bướm đêm thuộc họ Coleophoridae. Nó được tìm thấy ở Thuỵ Điển đến Địa Trung Hải và từ Pháp đến miền nam Nga. Không rõ ở các đảo Địa Trung Hải.
Ấu trùng ăn Salix aurita, Salix caprea và Salix cinerea. Ấu trùng có thể tìm thấy từ mùa thu đến tháng 6.